# Darkwood (jeu vidéo)
Pour les articles homonymes, voir Darkwood.
 (mai 2022).
La mise en forme du texte ne suit pas les recommandations de Wikipédia : il faut le « wikifier ».
Les points d'amélioration suivants sont les cas les plus fréquents. Le détail des points à revoir est peut-être précisé sur la page de discussion.
- Les titres sont pré-formatés par le logiciel. Ils ne sont ni en capitales, ni en gras.
- Le texte ne doit pas être écrit en capitales (les noms de famille non plus), ni en gras, ni en italique, ni en « petit »…
- Le gras n'est utilisé que pour surligner le titre de l'article dans l'introduction, une seule fois.
- L'italique est rarement utilisé : mots en langue étrangère, titres d'œuvres, noms de bateaux, etc.
- Les citations ne sont pas en italique mais en corps de texte normal. Elles sont entourées par des guillemets français : « et ».
- Les listes à puces sont à éviter, des paragraphes rédigés étant largement préférés. Les tableaux sont à réserver à la présentation de données structurées (résultats, etc.).
- Les appels de note de bas de page (petits chiffres en exposant, introduits par l'outil «  Source ») sont à placer entre la fin de phrase et le point final[comme ça].
- Les liens internes (vers d'autres articles de Wikipédia) sont à choisir avec parcimonie. Créez des liens vers des articles approfondissant le sujet. Les termes génériques sans rapport avec le sujet sont à éviter, ainsi que les répétitions de liens vers un même terme.
- Les liens externes sont à placer uniquement dans une section « Liens externes », à la fin de l'article. Ces liens sont à choisir avec parcimonie suivant les règles définies. Si un lien sert de source à l'article, son insertion dans le texte est à faire par les notes de bas de page.
- La présentation des références doit suivre les conventions bibliographiques. Il est recommandé d'utiliser les modèles {{Ouvrage}}, {{Chapitre}}, {{Article}}, {{Lien web}} et/ou {{Bibliographie}}. Le mode d'édition visuel peut mettre en forme automatiquement les références.
- Insérer une infobox (cadre d'informations à droite) n'est pas obligatoire pour parachever la mise en page.

Pour une aide détaillée, merci de consulter Aide:Wikification.
Si vous pensez que ces points ont été résolus, vous pouvez retirer ce bandeau et améliorer la mise en forme d'un autre article.
Darkwood est un jeu vidéo de type survival horror développé par Acid Wizard Studio. Le jeu a été publié dans un premier temps en accès anticipé le 24 juillet 2014 et est finalement sorti officiellement le 17 juillet 2017 pour Microsoft Windows, macOS, SteamOS et Ubuntu. L'intrigue prend place dans une mystérieuse forêt quelque part au fin fond de la République Populaire de Pologne ou selon les développeurs, au sein d'une autre région du Bloc de l'Est, là où le personnage principal a été piégé. Le 20 mars 2019, une version Nintendo Switch a été annoncé au cours d'un Nintendo Direct et a été publiée le 16 mai 2019. Le jeu a également bénéficié de plusieurs autres portages, tels que pour la PlayStation 4, le 14 mai 2019, for Xbox One, le 16 mai de la même année, sous la direction de l'éditeur Crunching Koalas,, et pour Google Stadia le 1er mars 2022.

## Système de jeu
Le jeu offre au joueur un semi-monde ouvert, qu'il sera possible d'explorer, zone par zone, au fil de la progression de l'histoire. L'artisanat, le cycle jour/nuit, le commerce et l'interaction avec des personnages non-joueurs (PNJ), un système de compétences, de discrétion et de combat sont autant de mécaniques à exploiter par le joueur, aussi bien que les multiples branches scénaristiques changeantes au gré des actions menées par ce dernier.
En journée, le joueur peut explorer la zone et la fouiller  en quête de ressources transformables. Il peut également exploiter les phases de jour pour réparer les portes et barricader les habitations, créer de nouveaux outils et les améliorer sur l'atelier. La concoction d'hallucinogènes permet au personnage d'accéder à des compétences nouvelles, qu'il devra sélectionner de pair avec une particularité négative. La nuit, le joueur ne peut quitter son abri et devra le défendre contre d'éventuels intrus hostiles jusqu'au lever du jour. Préparer une stratégie de défense est la clé. De plus, il est possible de disposer des pièges.
Si le joueur survit à la nuit, il gagnera en réputation auprès du marchand, réputation qui pourra être utilisé pour échanger des objets rares. En revanche, s'il décède, il se réveillera au matin suivant sans avoir reçu de point de réputation. La mort survenue lors des phases de fouille entraîne la perte de la moitié de l'inventaire, lequel sera marqué sur la carte pour pouvoir être récupéré à l'avenir. Une difficulté plus élevée va de pair avec une expérience plus punitive comme la perte d'une vie ou la mort permanente.
L'histoire se déroule et se modifie en fonction des actions du personnage. Leur porter assistance mène à des fins différentes et influence parfois des sous-intrigues inhérentes à chaque PNJ. Le jeu offre un nouvel environnement à l'occasion du second chapitre, tout en conservant la première zone à disposition du joueur, Des personnages du premier chapitres peuvent continuer à se présenter au joueur selon les actions de ce dernier. Le jeu offre au joueur deux fins principales avec chacune une sous-intrigue propre à chaque PNJ définie par les actions du joueur.

## Synopsis

### Environnement et personnages
Darkwood prend place au sein de la République Populaire de Pologne ou, selon les développeurs, quelque part au sein du  Bloc de l'Est vers la fin des années 1980 où  une mystérieuse forêt a englouti une large partie du pays et poursuit son expansion. Nombre d'habitants ont été laissés pour morts alors qu'un fléau étrange fait rage, tuant les derniers survivants et changeant les victimes en abominations mouvantes. Un groupe appelé "The Outsiders" (en français : "les renégats")  consistant en majorité en des officiels gouvernementaux et des militaires sont envoyés pour enquêter dans la forêt, mettant en place au passage des caches et des tunnels pour entrer et sortir de la forêt. Au cours du déroulement de l'intrigue, la plupart des Outsiders meurent un par un ou sont évacués.
Durant le prologue, le joueur contrôle un médecin et cherche des ressources. Le Médecin semble désabusé de son travail d'assistance à la population locale et est déterminé à quitter la forêt. Après le prologue, le joueur prend cette fois le contrôle de "l'Étranger", un homme à la recherche d'une clé volée qui lui permettrait d'atteindre le passage souterrain menant hors de la forêt. Les personnages non-joueurs consistent en un marchand qui aide le joueur au cours du prologue, Un individu mi-homme mi-loup uniquement connu sous le nom de "Wolfman" ("Homme-Loup"), un cycliste alcoolisé appelé "Bike Man" ("Homme-vélo") et Piotrek, hypnotisé par l'exploration spatiale and Youri Gagarine, et désirant concevoir une fusée.

### Intrigue

#### Prologue
Le jeu s'ouvre sur le Médecin divaguant au sujet de la forêt et de la manière dont elle a piégé ses habitants, de sa propre incapacité à traiter le fléau et de sa détermination à quitter les bois à tout prix. Alors qu'il part à la recherche de carburant, le Médecin croise le chemin de l'Étranger, blessé et inconscient après un accident de nature inconnu. Après lui avoir subtilisé une clé, le Médecin se persuade que l'Étranger possède les connaissances nécessaires à une évasion. L'Étranger est alors capturé, drogué et finalement passé à tabac par le Médecin qui l'interroge au sujet de l'issue des lieux. L'histoire se focalise alors sur l'Étranger qui devient le personnage jouable alors qu'il s'affaire à quitter la maison du Médecin. Après une phase d'exploration, la maison se fait envahir par plusieurs monstres et l'Étranger s'évanouit.

#### Chapitre 1
Une cinématique met en scène le Marchand faisant irruption dans la maison du Médecin pour sauver l'Étranger et l'abritant dans une cache de Dry Meadow ("Prairie Sèche"). L'Étranger examine d'abord la trappe du sous-sol pour s'assurer que le Médecin ne s'est pas échappé avec la clé, mais réalise que la porte n'a pas été ouverte depuis un moment. Pour retrouver ce dernier, le joueur pourra faire équipe avec l'Homme-Loup ou le Musicien mais pourra également accomplir ce dessein par ses propres moyens.
Une fois le Docteur retrouvé dans une épave de train, celui-ci tentera de résister à l'Étranger. Plusieurs possibilités s'offrent au joueur, dont le meurtre du Médecin pour sa clé ou lui permettre d'accompagné le personnage jouable à travers le passage souterrain. Quel que soit le choix du joueur, le passage des portes blindées mettra fin au Chapitre 1.

#### Chapitre 2
Alors que l'Étranger quitte le tunnel, il se rend compte que celui-ci ne mène plus à l'issue de la forêt mais à un marais. Il trouvera également le corps décapité du Marchand et sera visité par trois individus masqués chaque matin. Le Chapitre 2 est directement influencé par le destin réservé à certains personnages du Chapitre 1. Par exemple, s'il n'a pas aidé l'Homme-Loup au cours du premier chapitre, alors il sera volé et piégé par ledit Homme-Loup. Si le joueur a suivi les pas de l'Homme-Loup, le Musicien apparaîtra à la cache de l'Étranger.
L'Étranger trouvera un imposant arbre parlant, bloquant la sortie de la forêt dans un village inondé et qui demandera indirectement à l'Étranger d'explorer la tour radio. Un paralysé demandera, lui, à ce que l'arbre soit incendié. Chaque alternative permettra de quitter la forêt et ouvrira l'épilogue

#### L'épilogue
L'Étranger traverse la forêt jusqu'à ce qu'il atteigne son vieil appartement, dans lequel il s'installera pour y dormir un long moment., Cependant, une exploration minutieuse révèle que cette fin est en réalité une illusion à laquelle le joueur ne peut mettre fin. L'Étranger découvre finalement des racines poussant sous le plancher et un trou sous son lit. s'y glisser réveillera l'Étranger, nu, près de ses vêtements, dans un passage en friche et couvert de racines.
Le "chemin vers la maison" ne menait pas à la maison, et le joueur se réveille dans une chambre remplie de milliers de personnes attroupées devant un être étrange, décédé ou simplement endormi. Si l'Étranger a aidé le Médecin, il le trouvera se reposant à côté de l'être. L'être tente d'attirer l'Étranger en le faisant se sentir fatigué. Si le joueur ne résiste pas, alors il tombera inconscient et sera de retour à l'appartement avec une seule ligne de conduite : l'allégresse et l'ignorance. En revanche, si le joueur résiste, alors l'Étranger trouvera un lance-flamme auprès des dormeurs et immolera l'être ainsi que tous ceux à proximité. L'incendie progresse si vite qu'il sera impossible pour l'Étranger de s'échapper, les flammes dévoreront alors la plupart de la forêt et de ses habitants. Le décès de l'être mystérieux et le sacrifice de l'Étranger permettra à l'armée de se déployer en toute sécurité dans les bois, de sauver les habitants restants et de rétablir l'ordre. Dans chacune des fins, des blocs de texte apparaissent à l'écran, décrivant le destin de chaque personnage, qui pourra être influencé par les actions du joueur au cours de la partie.

## Développement
Le jeu s'est fait connaître du grand public par la publication d'une bande annonce de la version pre-alpha sur YouTube, le 5 mars 2013. La page du jeu a été créée six jours plus tard sur Steam Greenlight, et une campagne de financement participatif sur le site Indiegogo s'est déroulée les mois suivants. La campagne a rapporté plus de 57 000 dollars (≈54 918 euros) sur les 40 000 dollars initialement prévus (≈38 539 euros), ce qui a permis de développer le jeu à l'aide de 143% du budget escompté. Le 24 juillet 2014, le jeu est disponible en alpha, avec des mises à jour régulières. La compatibilité pour les appareils sous Linux 32-bit, bien que disponible en premier lieu, a été abandonnée en cours de développement puisqu'aucun joueur ayant répondu au sondage d'Acid Wizard Studio n'utilisait ce système d'exploitation. Enfin, le 6 juin 2017,le jeu est sorti de sa version alpha pour entrer en beta.
Une bande annonce en prise de vues réelles produite par le studio polonais Film Fiction a été publiée le 19 juin 2017, avant qu Darkwood ne sorte officiellement près d'un mois plus tard, le 18 août de la même année.
Le 25 août, l'équipe de développement a publié un article sur le blog Imgur qui documente la chronologie de développement de Darkwood, ainsi qu'un torrent gratuit du jeu, en demandant aux joueurs d'acheter la version officielle si le jeu leur a plu. Cette décision a été motivée par deux raisons :  l'équipe désirait que les joueurs ne pouvant pas se permettre un tel achat puissent tout de même y jouer. De plus, plusieurs courriels ont informé les développeurs du vol des clés de leur jeu. Cette dernière a déclarer préférer diffuser le jeu gratuitement plutôt que d'alimenter les sites de revente desdites clés.
Le 25 janvier 2018, les développeurs ont sorti le patch 1.2, implémentant au jeu les traductions en espagnol, portugais brésilien et en allemand. Ces traductions ont été rendues possibles avec l'aide de la communauté. Ils ont déclaré que plus de localisations étaient en développement. En mai 2019 sortait officiellement le portage pour Nintendo Switch. Le 7 août 2019, la version 1.3 sortait, corrigeant un certain nombre de bugs, et ajoutait au jeu des optimisations et localisations concernant le chinois simplifié, l'italien, le turc et le hongrois. Le développement d'une localisation française a également été confirmée.

Selon les développeurs, Darkwood a été inspiré par :
"Les travaux de David Lynch, des frères Strugacki et de Stanisław Lem. Des jeux tels que Fallout, Dark Souls, Project Zomboid, Teleglitch. Par le folklore slave. Et, bien, par la vie."

Ils ont également déclaré :
"Beaucoup de monde a dit qu'il y avait des similarités entre Lovecraft et Darkwood, et il se trouve qu'aucun d'entre nous n'a lu Lovecraft avant de créer Darkwood."

## Réception
Les critiques ont été positives, avant et après la sortie officielle de Darkwood ,. Le jeu atteint un score de 80/100 sur Metacritic calculé à partir de 16 critiques. Metacritic a d'ailleurs inclus le jeu dans son "top 100 des meilleurs jeux-vidéo de 2017".
Amy Josuweit, pour The Mary Sue, a salué le jeu en cela qu'il ne s'appuie pas sur les "jumpscares", ce qui en fait ce qu'elle appelle une expérience de l'horreur "SSPT-compatible".
Le jeu a été nommé dans la catégorie "Le jeu le plus satisfaisant financé par les joueurs" aux SXSW Gaming Awards, édition 2017,.
L'annonce du portage de Darkwood pour la Switch s'est suivie d'articles de Variety et IGN. Tom Marks (pour IGN) a loué le jeu pour "ne pas reposer sur des mécaniques prévisibles" et pour " se jouer étonnamment bien avec les manettes de Switch Pro".